# Iso Korpijärvi (sjö i Keuru, Mellersta Finland)
Iso Korpijärvi är en sjö i kommunen Keuru i landskapet Mellersta Finland i Finland. Arean är 45 hektar och strandlinjen är 8,63 kilometer lång. Sjön  ingår i Kumo älvs huvudavrinningsområde.   Den ligger omkring 79 kilometer väster om Jyväskylä och omkring 250 kilometer norr om Helsingfors. 